# Instituto Oscar Freire
O Instituto Oscar Freire é um edifício, instituição e museu de mesmo nome localizado na Rua Teodoro Sampaio, número 115, no distrito do Jardim Paulista em São Paulo. Seu nome foi dado em homenagem ao professor, médico Oscar Freire de Carvalho, fundador da cadeira de medicina legal da USP (Universidade de São Paulo) , e também o idealizador do museu o qual abriga.  O Instituto está integrado e mantido pela Faculdade de Medicina da Universidade de São Paulo, considerada a mais prestigiada do país. O Museu Técnico Científico do Instituto Oscar Freire, localizado no segundo pavimento do edifício, é considerado o mais antigo museu de medicina do país.

## História
A atual Faculdade de Medicina da Universidade de São Paulo foi fundada oficialmente em 24 de novembro de 1891 através da Lei n°19 como Academia de Medicina, Cirurgia e Pharmacia de São Paulo. Em 19 de dezembro de 1912, o então governador do estado de São Paulo, Francisco de Paula Rodrigues Alves com a criação da Faculdade de Medicina e Cirurgia tendo como diretor o médico Arnaldo Vieira.
As aulas teóricas do curso ocorreram inicialmente na Escola de Comércio Álvares Penteado e na Escola Politécnica. e posteriormente foram transferidas para o número 45 na rua Brigadeiro Tobias. Já o ensino clínico foi ministrado era realizado nos laboratórios da Santa Casa de Misericórdia.  O fato das atividades de ensino ocorrerem em locais distintos, temporários e por vezes inadequados acabou por mostrar a necessidade de uma sede fixa e própria, bem como uma reestruturação no ensino. Para tanto, em 1913, Dr. Arnaldo, convidou o médico Oscar Freire para compor a cadeira de medicina legal, criada no ano de 1918.
Em 5 de janeiro de 1920, foi lançada a pedra fundamental da escola, na rua Teodoro de Sampaio. O local havia sido escolhido pelo preço baixo devido à proximidade com o cemitério Araçá. Outro fator levado em conta foi à distância de centros mais povoados devido à política de tratamento de doenças contagiosas que era adotada no século XX.
Inicialmente o projeto da faculdade consistia na construção de cinco pavilhões para abrigar as cadeiras de Anatomia, Fisiologia, Química, Patologia e Higiene. O primeiro e o único prédio edificado é o do Instituto Oscar Freire, com a utilização de verbas disponibilizadas pela Fundação Rockefeller que na época possuía uma sede no Brasil A mudança nos planos foi devido a uma alteração no plano de organização espacial da faculdade.
Em 1919, o professor Oscar Freire fundou o então "Museu do Departamento de Medicina Legal", um sonho visionário do médico desde muito antes de assumir o cargo na faculdade. Com sua morte, em 1923, tanto o departamento e o museu foram rebatizados no ano seguinte com seu nome, numa homenagem póstuma.
Em 1931, com a inauguração do edifício, ocorre a mudança definitiva do departamento médico legal, já rebatizado novamente como Instituto Oscar Freire. O estabelecimento passou a cumprir cada vez mais funções educativas na comunidade e nos campos de pesquisa. Também juntou-se a sede os cursos de medicina social e do trabalho e de Deontologia Médica.
Ainda em 1934, a Faculdade passou a funcionar temporariamente e parcialmente no local com a instalação das cadeiras de Anatomia Descritiva e Patológicas. Posteriormente estas disciplinas mudariam após a conclusão das obras na sede localizada na mesma rua.

### O fundador
Oscar Freire nasceu em 03 de outubro de 1882 na cidade de Salvador, Bahia. Formou-se médico na Faculdade de Medicina da Bahia em 1900, com apenas 18 anos de idade. Em 1913, foi convidado pelo professor  Arnaldo Vieira de Carvalho a assumir a cadeira de Medicina Legal.  Além do Instituto que hoje leva seu nome, criou também a sociedade de Medicina Legal e Criminologia de São Paulo, a Sociedade Paulista de História da Medicina e um dos fundadores do Instituto Médico-Legal de São Paulo.
Era conhecido pela sua oratória. Muitos de seus discursos foram transcritos pelo biógrafo Almeida Júnior e por seu aluno Flamínio Fávero. Este último sucedeu sua posição no departamento médico-legal após sua morte prematura, aos quarenta anos, em 1923. Um ano depois, Oscar Freire foi homenageado ao ter seu nome rebatizado no Instituto e Museu que criara

### Arquitetura
Para o desenho do projeto do que seria a futura faculdade de medicina, o Escritório Ramos de Azevedo, já conhecido na época, e responsável por grandes obras como o Theatro Municipal, A Pinacoteca e de grande parte dos casarões da Avenida Paulista. Azevedo buscou inspiração em instituições de ensino na Europa e na América do Norte de forma a criar algo tão igualmente grandioso quanto as presentes nestes países.
Parte do projeto sofreu alterações do próprio Oscar Freire enquanto vivo. Em 1919, iniciaram-se as obras do que seria o primeiro dos cinco pavilhões idealizados por Azevedo e acabou sendo o único devido às alterações sofridas no plano de organização espacial do campus. Em 1931, O prédio do Instituto Oscar Freire foi finalmente inaugurado.
O edifício possui três pavimentos e constituído de apenas um único bloco sendo a parte central da fachada construída de forma mais volumosa no lado fronteiro. Na entrada principal, encontra-se uma escada dupla ladeada por colunas, com inspiração no estilo romântico. A simetria é outra característica notada desde as proporções do imóvel à quantidade de vitrais frisos e detalhes presentes.
Na construção foram usados no lado externo, além de tijolos, concretos armados e telhas francesas. Azevedo também optou por utilizar materiais luxuosos, principalmente no interior, como pisos de mármore Carrara e guarda-corpos e portas de ferros personalizadas. A exemplo, na entrada principal foram colocados escudos do bastão de esculápio, símbolo de medicina. Estes detalhes tinham como objetivo fazer das obras monumentais de formar valorizá-lo.
Outros pormenores arquitetados por Azevedo estão presentes na composição dos cômodos, uma vez que tinha sempre como meta em obras de instituições de ensino criar locais apropriados á aprendizagem. Além de amplas salas de aulas distribuídas pelos três pavimentos que compõem o edifício, foram elaborados também uma biblioteca, anfiteatro, saguão central, laboratórios e espaços voltados para a administração.
Quanto à fachada, feita com estilo arquitetônico eclético, uma marca presente em todos os edifícios projetados por Azevedo, utilizando alguns elementos de inspiração gótica. Estes últimos presentes na porta em formato e nas janelas em formato de arco Tudor. Vitrais temáticos com alusão ao símbolo da medicina compõem a arquitetura.

### A área
O terreno onde está localizado o edifício possui entorno de 360.000 metrôs quadrados. A construção, no entanto, ocupada apenas uma parte do local, estando rodeada por um bosque cujas plantas foram selecionadas durante o inicio do século XXI. O edifício encontra-se fragmentado dos outros demais que compõem a Faculdade de Medicina da Universidade de São Paulo. Outras edificações que integram o campus é o prédio da Faculdade de Medicina, o Hospital das Clínicas, o antigo biotério e os prédios administrativo. Em suas proximidades encontra-se o cemitério Araçá.

### Tombamento
Em 1978, a faculdade de medicina oficializou um pedido de tombamento do prédio CONDEPHAAT (Conselho de Defesa do Patrimônio Histórico). Posteriormente, o requerimento acabou por ser oficializado pelo então diretor da instituição, Carlos da Silva Lacaz. No entanto, o processo acabou sendo finalizado em 1981 com o tombamento apenas do prédio da faculdade de Medicina com a justificativa do conselho do órgão que não havia “mérito arquitetônico” no edifício, embora o mesmo laudo reconhece-se a importância em caráter histórico e cultura, sugerindo assim que fosse preservado com essa finalidade.
Em 1982, a análise do relatório foi retomada após o Professor Armando Canger Rodrigues, então chefe do departamento de Medicina Legal, encaminhar novos documentos com a alegação de que a o Instituto era importante para o meio acadêmico da Universidade. Rodrigues ainda afirmou que “sóbria e austera, de linhas arquitetônicas específicas a revelar uma preocupação arquitetural próxima do rígido estilo vitoriano”.
Ainda em 1982, o serviço técnico do Condephaat fez um parecer favorável ao tombamento justificando que “o edifício, embora exemplar pouco representativo do estilo neoclássico, importado da Europa, vigente em nossa arquitetura da época, é peça importante do conjunto (de edifícios para ensino e prática das ciências médicas e paramédicas situado na av. Doutor Arnaldo) e elemento tradicional da leitura daquela paisagem urbana”.
Em 9 de novembro de 1982, em um comunicado, o conselheiro Murillo Marx aceitou as análises do serviço técnico, oficializando assim o tombamento.

### O Museu Instituto Oscar Freire
Fundado em 1919 como “Museu do Departamento de Medicina, estava sob supervisão direta do próprio Oscar Freire”. Na época sua sede estava localizada na Rua Brigadeiro Tobias. A idealização da entidade já era um objetivo antigo de Oscar Freire: Em sua Ata da Congregação, data de 29 de junho de 1918, ele propôs logo no começo de suas atividades como professor e responsável pela cadeira de Medicina Legal, a criação de um Museu de Medicina Legal ligado a um Instituto moderno e bem equipado de Medicina Legal. Tinha como objetivo além da promoção das áreas cientifica e tecnológicas, contribuir no ensino da sociedade brasileira, e principalmente paulistana.
Sob a tutela de Oscar Freire, o curso de medicina evoluiu de momo que o Departamento de medicina Legal, uma Faculdade recém-criada, tornou-se rapidamente referência nacional na área.
Durante a época em que a cadeira da Medicina Legal foi ocupada pelo professor Flamínio Fávero, o acervo do museu houve a ampliação do acervo do museu, a maioria das peças obtidas através de doações de médicos de diversas partes do país e do mundo que se interessaram pela missão pedagógica da entidade.  As peças que vão desde uma múmia encontrada na região da Lapa, bem como uma coleção de bisturis, armas e exemplares compostos de partes humanas. Com a aposentadoria  de Fávero em 1954, O Museu foi desativado e, seu acervo e biblioteca transferidos para outros locais.
Em 1986, os professores Alfonso Meira, Marcos Segre e Guilherme Arbenz tomaram a iniciativa de refundar o Museu, agora sob o nome de " Museu Técnico Científico do Instituto Oscar Freire". Para tanto foi necessário a recuperação do acervo e a aquisição de novos exemplares. Desde, então, a entidade retornou seu papel pedagógico e de auxílio na formação de novos médicos. Atualmente, o museu é uma instituição museal ligada ao Departamento de Medicina Legal, Ética Médica e Medicina Social e do trabalho da Faculdade de Medicina da Universidade de São Paulo e, encontra-se cadastrado no IBRAM (Instituto Brasileiros de Museus).
Com um acervo calculado em torno de 100 mil peças, o museu situa-se no segundo pavimento do edifício e procura regulamento por novas parcerias e projetos que possam ampliar suas atividades no âmbito profissional e científica.

### Importância social, cultural e científica.
O prédio do Instituto Oscar Freire possui importantes valores históricos e culturais tanto para o âmbito estudantil da Universidade de São Paulo quanto para sociedade em geral. A Instituição, por sua vez, tem importância pelo seu papel em pesquisas no campo acadêmico e científico. Já o museu, considerado o mais antigo de medicina do país, atua promovendo e incentivando a educação para sociedade, cumprindo assim o intuito idealizado por seu fundador e patrono.